# Karl Freund
Karl W. Freund  (n. 16 ianuarie 1890, Dvůr Králové nad Labem, Hradec Králové, Cehia – d. 3 mai 1969, Santa Monica, California, SUA) a fost un director de imagine german. În 1937 a primit Premiul Oscar pentru cea mai bună imagine pentru filmul The Good Earth.

## Filmografie
Ca director de imagine
- The Robber Bride (1916)
- The Queen's Love Letter (1916)
- The Giant's Fist (1917)
- Mountain Air (1917)
- The Princess of Neutralia (1917)
- The Man in the Mirror (1917)
- The Marriage of Luise Rohrbach (1917)
- Countess Kitchenmaid (1918)
- Put to the Test (1918)
- The Victors (1918)
- The Lady, the Devil and the Model (1918)
- The Ringwall Family (1918)
- Precious Stones (1918)
- Agnes Arnau and Her Three Suitors (1918)
- The Blue Lantern (1918)
- Die Arche (1919)
- Prostitution (1919)
- Intoxication (1919)
- The Night at Goldenhall (1920)
- Catherine the Great (1920)
- The Golem (1920)
- The Head of Janus (1920)
- The Oath of Peter Hergatz (1921)
- Children of Darkness (1921)
- The Rats (1921)
- The Story of Christine von Herre (1921)
- Lucrezia Borgia (1922)
- Louise de Lavallière (1922)
- The Last Laugh (1924)
- Michael (1924)
- Variety (1925)
- Tartuffe (1926)
- The Mill at Sanssouci (1926)
- Out of the Mist (1927)
- Doña Juana (1927)
- Metropolis (1927)
- Berlin: Symphony of a Metropolis (1927)
- A Knight in London (1929)
- Fräulein Else (1929)
- Bad Sister (1931)
- Dracula (1931)
- Murders in the Rue Morgue (1932)
- Back Street (1932)
- The Kiss Before the Mirror (1933)
- Camille (1936)
- The Good Earth (1937)
- Parnell (1937)
- Conquest (1937)
- Letter of Introduction (1938)
- Man-Proof (1938)
- Tail Spin (1939)
- Golden Boy (1939)
- Rose of Washington Square (1939)
- Balalaika (1939)
- Pride and Prejudice (1940)
- Green Hell (1940)
- Blossoms in the Dust (1941)
- Tortilla Flat (1942)
- Cry "Havoc" (1943)
- A Guy Named Joe (1943)
- Du Barry Was a Lady (1943)
- The Seventh Cross (1944)
- Without Love (1945)
- The Thin Man Goes Home (1945)
- A Letter for Evie (1946)
- Undercurrent (1946)
- Two Smart People (1946)
- That Hagen Girl (1947)
- This Time for Keeps (1947)
- Key Largo (1948)
- South of St. Louis (1949)
- Montana (1950)
- Bright Leaf (1950)

Ca regizor
- The Sensational Trial (1923)
- The Mummy (1932)
- Moonlight and Pretzels (1933)
- Madame Spy (1934)
- I Give My Love (1934)
- Gift of Gab (1934)
- Mad Love (1935)

Ca producător
- Madame Wants No Children (1926)